# 苗族
苗族（苗语湘西方言：Ghab Xongb（嘎熊）、Deb Xongb（大熊）或Deb Nceut（大楚）；黔东方言：Hmub（姆）、Ghab nes（嘎闹）；川黔滇方言：Hmongb）是發源於遠古長江中游，現今主要聚居於中國西南部及東南亞的民族。根据2020年中國人口普查，中国大陆有苗族1100多万人，占苗族总人口的70%以上，为中国第五大民族。中国以外主要为苗族蒙人，在越南和老挝有200多万人口，在美国约有30多万人口。

## 分布

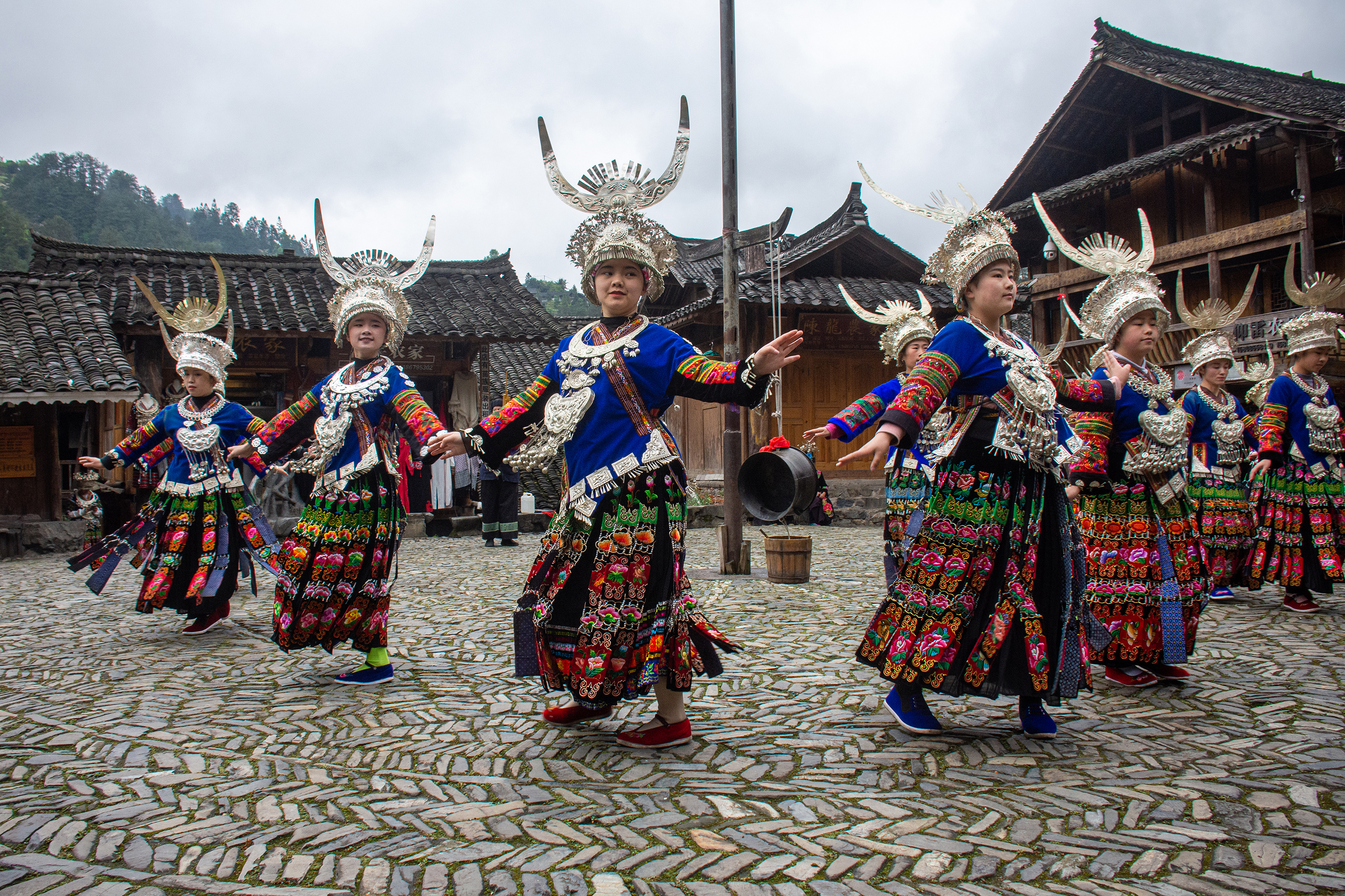
苗族民俗舞蹈

苗族現時主要分布于中国西南与中南省份，而在后期东南亚的越南、泰国、老挝、缅甸也有相当规模的苗族。1975年老挝人民民主共和国成立后，数万苗族人成为难民，部分移居到美国和法国。

### 中国的分布
中国苗族世居地分布于湘鄂黔渝交界的武陵山区及其毗邻的黔东南的苗岭、月亮山，黔南的大、小麻山，广西的大苗山，滇黔川渝乌蒙山等。省份分布包括贵州、湖南、云南、重庆、广西、湖北、四川以及海南8个省区，居于这8省区的苗族达到8,653,417人，占苗族人口的96.73%。苗族人口过百万的有三个省份，其中贵州有苗族4,299,954人，占苗族人口的48.07%，占贵州少数民族人口的32.24%，占全省人口的12.2%，为仅次于汉族的第二大民族。湖南为苗族人口第二大省份，湖南苗族占苗族人口的21.48%，占湖南少数民族人口的29.97%，占全省人口的3.04%，为仅次于汉族、土家族的第三大人口。云南为苗族人口第三大省份，云南苗族占苗族人口的11.67%，占云南少数民族人口的7.37%，占全省人口的2.46%，次于汉、彝、白、壮、哈尼、傣的第七大人口。重庆是苗族人口第四大省级行政区，集中居住于东南部的秀山、黔江、酉阳、彭水四县，重庆的苗族大多与土家族杂居，占重庆少数民族的46%。随着工作就业带来的迁徙流动，广东、浙江与江苏3省有196,270苗族人，占苗族的2.19%，这类人口以杂居为主。其余1.07%的苗族人散居于其余20个省份（含现役军人）。
中国有135个世居苗族人口过1万的县市区，其中有58个苗族人口超过5万，24个苗族人口超过10万，5个苗族人口超过20万，（贵州）凯里、（重庆）彭水、（湖南）麻阳为苗族聚居最集中的3个县市，松桃、沅陵、花垣、凤凰、绥宁5县聚居的苗族占苗族人口比例均超过2%。

#### 苗族在中国的自治地方
自治州
- 黔東南苗族侗族自治州（貴州省）
- 黔南布依族苗族自治州（貴州省）
- 黔西南布依族苗族自治州（貴州省）
- 湘西土家族苗族自治州（湖南省）
- 文山壮族苗族自治州（雲南省）
- 恩施土家族苗族自治州（湖北省）

自治縣
- 湖南省: 麻陽苗族自治縣、靖州苗族侗族自治縣、城步苗族自治縣
- 貴州省: 松桃苗族自治縣、印江土家族苗族自治縣、務川仡佬族苗族自治縣、道真仡佬族苗族自治縣、鎮寧布依族苗族自治縣、紫雲苗族布依族自治縣、關嶺布依族苗族自治縣、威寧彝族回族苗族自治縣
- 雲南省: 屏邊苗族自治縣、金平苗族瑶族傣族自治縣、祿勸彝族苗族自治縣
- 重庆市: 秀山土家族苗族自治县、酉阳土家族苗族自治县、彭水苗族土家族自治县
- 廣西壯族自治区: 融水苗族自治縣、龍勝各族自治縣、隆林各族自治縣
- 海南省: 瓊中黎族苗族自治縣、保亭黎族苗族自治縣

#### 各省苗族人口
| 位次 | 省级行政区                 | 当地总人口    | 当地苗族人口 | 占中国内地苗族 人口比重（%） | 占当地少数民族 人口比重（%） | 占当地 人口比重（%） |
|      | 中国内地（含现役军人）合计 | 1,245,110,826 | 8,945,538    | 100                          | 8.698                        | 0.720                |
|      | 31个省、自治区、直辖市合计 | 1,242,612,226 | 8,940,116    | 99.939                       | 8.496                        | 0.719                |
| 1    | 贵州                       | 35,247,695    | 4,299,954    | 48.068                       | 32.243                       | 12.199               |
| 2    | 湖南                       | 63,274,173    | 1,921,495    | 21.480                       | 29.973                       | 3.037                |
| 3    | 云南                       | 42,360,089    | 1,043,535    | 11.665                       | 7.370                        | 2.463                |
| 4    | 重庆                       | 30,512,763    | 502,421      | 5.616                        | 25.457                       | 1.647                |
| 5    | 广西                       | 43,854,538    | 462,956      | 5.175                        | 2.751                        | 1.056                |
| 6    | 湖北                       | 59,508,870    | 214,266      | 2.395                        | 8.251                        | 0.360                |
| 7    | 四川                       | 82,348,296    | 147,526      | 1.649                        | 3.582                        | 0.179                |
| 8    | 广东                       | 85,225,007    | 120,606      | 1.348                        | 9.503                        | 0.142                |
| 9    | 海南                       | 7,559,035     | 61,264       | 0.685                        | 4.663                        | 0.810                |
| 10   | 浙江                       | 45,930,651    | 53,418       | 0.597                        | 13.510                       | 0.116                |
| 11   | 江苏                       | 73,043,577    | 22,246       | 0.249                        | 8.559                        | 0.030                |
| 12   | 福建                       | 34,097,947    | 22,065       | 0.247                        | 3.780                        | 0.065                |
| 13   | 河北                       | 66,684,419    | 8,088        | 0.090                        | 0.279                        | 0.012                |
| 14   | 新疆                       | 18,459,511    | 7,006        | 0.078                        | 0.064                        | 0.038                |
| 15   | 安徽                       | 58,999,948    | 6,995        | 0.078                        | 1.758                        | 0.012                |
| 16   | 山东                       | 89,971,789    | 6,949        | 0.078                        | 1.098                        | 0.008                |
| 17   | 河南                       | 91,236,854    | 5,425        | 0.061                        | 0.474                        | 0.006                |
| 18   | 江西                       | 40,397,598    | 5,414        | 0.061                        | 4.306                        | 0.013                |
| 19   | 北京                       | 13,569,194    | 5,291        | 0.059                        | 0.904                        | 0.039                |
| 20   | 上海                       | 16,407,734    | 4,808        | 0.054                        | 4.629                        | 0.029                |
| 21   | 黑龙江                     | 36,237,576    | 3,173        | 0.035                        | 0.179                        | 0.009                |
| 22   | 辽宁                       | 41,824,412    | 3,009        | 0.034                        | 0.045                        | 0.007                |
| 23   | 山西                       | 32,471,242    | 2,805        | 0.031                        | 2.719                        | 0.009                |
| 24   | 内蒙古                     | 23,323,347    | 2,159        | 0.024                        | 0.044                        | 0.009                |
| 25   | 天津                       | 9,848,731     | 1,582        | 0.018                        | 0.593                        | 0.016                |
| 26   | 吉林                       | 26,802,191    | 1,531        | 0.017                        | 0.062                        | 0.006                |
| 27   | 甘肃                       | 25,124,282    | 1,509        | 0.017                        | 0.069                        | 0.006                |
| 28   | 陕西                       | 35,365,072    | 1,388        | 0.016                        | 0.787                        | 0.004                |
| 29   | 青海                       | 4,822,963     | 436          | 0.005                        | 0.020                        | 0.009                |
| 30   | 宁夏                       | 5,486,393     | 407          | 0.005                        | 0.021                        | 0.007                |
| 31   | 西藏                       | 2,616,329     | 389          | 0.004                        | 0.016                        | 0.015                |
|      | 现役军人                   | 2,498,600     | 5,422        | 0.061                        | 0.005                        | 0.217                |

#### 苗族聚居区
| 位次 | 县级行政区                     | 所属省级行政区 | 所属地级行政区         | 当地苗族人口 | 占中国内地苗族人口 比重（％） |
| ---- | ------------------------------ | -------------- | ---------------------- | ------------ | ----------------------------- |
|      | 中国内地（含军队）苗族人口合计 |                |                        | 8,945,538    | 100                           |
|      | 31个省、自治区、直辖市         |                |                        | 8,940,116    | 99.94                         |
|      | 现役军人                       |                |                        | 5,422        | 0.06                          |
| 1    | 凯里市                         | 贵州           | 黔东南苗族侗族自治州   | 274,238      | 3.07                          |
| 2    | 彭水苗族土家族自治县           | 重庆           |                        | 273,488      | 3.06                          |
| 3    | 麻阳苗族自治县                 | 湖南           | 怀化市                 | 263,437      | 2.94                          |
| 4    | 松桃苗族自治县                 | 贵州           | 铜仁地区               | 228,718      | 2.56                          |
| 5    | 沅陵县                         | 湖南           | 怀化市                 | 217,613      | 2.43                          |
| 6    | 花垣县                         | 湖南           | 湘西土家族苗族自治州   | 192,138      | 2.15                          |
| 7    | 凤凰县                         | 湖南           | 湘西土家族苗族自治州   | 185,111      | 2.07                          |
| 8    | 绥宁县                         | 湖南           | 邵阳市                 | 184,784      | 2.07                          |
| 9    | 融水苗族自治县                 | 广西           | 柳州市                 | 168,591      | 1.88                          |
| 10   | 黄平县                         | 贵州           | 黔东南苗族侗族自治州   | 161,211      | 1.80                          |
| 11   | 务川仡佬族苗族自治县           | 贵州           | 遵义市                 | 157,350      | 1.76                          |
| 12   | 城步苗族自治县                 | 湖南           | 邵阳市                 | 136,943      | 1.53                          |
| 13   | 台江县                         | 贵州           | 黔东南苗族侗族自治州   | 135,827      | 1.52                          |
| 14   | 从江县                         | 贵州           | 黔东南苗族侗族自治州   | 129,626      | 1.45                          |
| 15   | 水城县                         | 贵州           | 六盘水市               | 126,319      | 1.41                          |
| 16   | 靖州苗族侗族自治县             | 湖南           | 怀化市                 | 114,641      | 1.28                          |
| 17   | 紫云苗族布依族自治县           | 贵州           | 安顺市                 | 114,444      | 1.28                          |
| 18   | 剑河县                         | 贵州           | 黔东南苗族侗族自治州   | 112,950      | 1.26                          |
| 19   | 吉首市                         | 湖南           | 湘西土家族苗族自治州   | 112,856      | 1.26                          |
| 20   | 思南县                         | 贵州           | 铜仁地区               | 112,464      | 1.26                          |
| 21   | 雷山县                         | 贵州           | 黔东南苗族侗族自治州   | 110,413      | 1.23                          |
| 22   | 泸溪县                         | 湖南           | 湘西土家族苗族自治州   | 107,301      | 1.20                          |
| 23   | 天柱县                         | 贵州           | 黔东南苗族侗族自治州   | 106,387      | 1.19                          |
| 24   | 丹寨县                         | 贵州           | 黔东南苗族侗族自治州   | 104,934      | 1.17                          |
| 25   | 榕江县                         | 贵州           | 黔东南苗族侗族自治州   | 96,503       | 1.08                          |
| 26   | 惠水县                         | 贵州           | 黔南布依族苗族自治州   | 91,215       | 1.02                          |
| 27   | 广南县                         | 云南           | 文山壮族苗族自治州     | 88,444       | 0.99                          |
| 28   | 酉阳土家族苗族自治县           | 重庆           |                        | 85,182       | 0.95                          |
| 29   | 隆林各族自治县                 | 广西           | 百色市                 | 84,617       | 0.95                          |
| 30   | 织金县                         | 贵州           | 毕节地区               | 81,029       | 0.91                          |
| 31   | 金平苗族瑶族傣族自治县         | 云南           | 红河哈尼族彝族自治州   | 80,820       | 0.90                          |
| 32   | 西秀区                         | 贵州           | 安顺市                 | 79,906       | 0.89                          |
| 33   | 锦屏县                         | 贵州           | 黔东南苗族侗族自治州   | 78,441       | 0.88                          |
| 34   | 道真仡佬族苗族自治县           | 贵州           | 遵义市                 | 76,658       | 0.86                          |
| 35   | 黎平县                         | 贵州           | 黔东南苗族侗族自治州   | 75,718       | 0.85                          |
| 36   | 马关县                         | 云南           | 文山壮族苗族自治州     | 73,833       | 0.83                          |
| 37   | 纳雍县                         | 贵州           | 毕节地区               | 72,845       | 0.81                          |
| 38   | 都匀市                         | 贵州           | 黔南布依族苗族自治州   | 71,011       | 0.79                          |
| 39   | 来凤县                         | 湖北           | 恩施土家族苗族自治州   | 70,679       | 0.79                          |
| 40   | 麻江县                         | 贵州           | 黔东南苗族侗族自治州   | 68,847       | 0.77                          |
| 41   | 秀山土家族苗族自治县           | 重庆           |                        | 66,895       | 0.75                          |
| 42   | 施秉县                         | 贵州           | 黔东南苗族侗族自治州   | 66,890       | 0.75                          |
| 43   | 丘北县                         | 云南           | 文山壮族苗族自治州     | 66,826       | 0.75                          |
| 44   | 花溪区                         | 贵州           | 贵阳市                 | 62,827       | 0.70                          |
| 45   | 龙山县                         | 湖南           | 湘西土家族苗族自治州   | 61,709       | 0.69                          |
| 46   | 黔西县                         | 贵州           | 毕节地区               | 60,409       | 0.68                          |
| 47   | 屏边苗族自治县                 | 云南           | 红河哈尼族彝族自治州   | 60,312       | 0.67                          |
| 48   | 威宁彝族回族苗族自治县         | 贵州           | 毕节地区               | 60,157       | 0.67                          |
| 49   | 黔江区                         | 重庆           |                        | 59,705       | 0.67                          |
| 50   | 保靖县                         | 湖南           | 湘西土家族苗族自治州   | 57,468       | 0.64                          |
| 51   | 文山县                         | 云南           | 文山壮族苗族自治州     | 57,303       | 0.64                          |
| 52   | 古丈县                         | 湖南           | 湘西土家族苗族自治州   | 54,554       | 0.61                          |
| 53   | 利川市                         | 湖北           | 恩施土家族苗族自治州   | 53,590       | 0.60                          |
| 54   | 晴隆县                         | 贵州           | 黔西南布依族苗族自治州 | 53,205       | 0.59                          |
| 55   | 三江侗族自治县                 | 广西           | 柳州市                 | 53,076       | 0.59                          |
| 56   | 大方县                         | 贵州           | 毕节地区               | 52,547       | 0.59                          |
| 57   | 砚山县                         | 云南           | 文山壮族苗族自治州     | 51,624       | 0.58                          |
| 58   | 六枝特区                       | 贵州           | 六盘水市               | 50,833       | 0.57                          |
| 59   | 长顺县                         | 贵州           | 黔南布依族苗族自治州   | 48,902       | 0.55                          |
| 60   | 福泉市                         | 贵州           | 黔南布依族苗族自治州   | 48,731       | 0.54                          |
| 61   | 蒙自县                         | 云南           | 红河哈尼族彝族自治州   | 48,132       | 0.54                          |
| 62   | 铜仁市                         | 贵州           | 铜仁地区               | 47,080       | 0.53                          |
| 63   | 麻栗坡县                       | 云南           | 文山壮族苗族自治州     | 45,655       | 0.51                          |
| 64   | 彝良县                         | 云南           | 昭通市                 | 44,736       | 0.50                          |
| 65   | 平坝县                         | 贵州           | 安顺市                 | 44,107       | 0.49                          |
| 66   | 三都水族自治县                 | 贵州           | 黔南布依族苗族自治州   | 43,464       | 0.49                          |
| 67   | 贵定县                         | 贵州           | 黔南布依族苗族自治州   | 42,450       | 0.47                          |
| 68   | 印江土家族苗族自治县           | 贵州           | 铜仁地区               | 42,431       | 0.47                          |
| 69   | 龙里县                         | 贵州           | 黔南布依族苗族自治州   | 40,096       | 0.45                          |
| 70   | 清镇市                         | 贵州           | 贵阳市                 | 39,845       | 0.45                          |
| 71   | 望谟县                         | 贵州           | 黔西南布依族苗族自治州 | 39,491       | 0.44                          |
| 72   | 毕节市                         | 贵州           | 毕节地区               | 38,508       | 0.43                          |
| 73   | 永顺县                         | 湖南           | 湘西土家族苗族自治州   | 37,676       | 0.42                          |
| 74   | 赫章县                         | 贵州           | 毕节地区               | 37,128       | 0.42                          |
| 75   | 威信县                         | 云南           | 昭通市                 | 36,293       | 0.41                          |
| 76   | 三穗县                         | 贵州           | 黔东南苗族侗族自治州   | 35,745       | 0.40                          |
| 77   | 罗甸县                         | 贵州           | 黔南布依族苗族自治州   | 35,463       | 0.40                          |
| 78   | 镇宁布依族苗族自治县           | 贵州           | 安顺市                 | 34,379       | 0.38                          |
| 79   | 宣恩县                         | 湖北           | 恩施土家族苗族自治州   | 34,354       | 0.38                          |
| 80   | 会同县                         | 湖南           | 怀化市                 | 33,977       | 0.38                          |
| 81   | 安龙县                         | 贵州           | 黔西南布依族苗族自治州 | 32,926       | 0.37                          |
| 82   | 金沙县                         | 贵州           | 毕节地区               | 31,884       | 0.36                          |
| 83   | 叙永县                         | 四川           | 泸州市                 | 30,362       | 0.34                          |
| 84   | 普定县                         | 贵州           | 安顺市                 | 30,254       | 0.34                          |
| 85   | 兴文县                         | 四川           | 宜宾市                 | 30,020       | 0.34                          |
| 86   | 关岭布依族苗族自治县           | 贵州           | 安顺市                 | 29,746       | 0.33                          |
| 87   | 西林县                         | 广西           | 百色市                 | 28,967       | 0.32                          |
| 88   | 资源县                         | 广西           | 桂林市                 | 27,827       | 0.31                          |
| 89   | 咸丰县                         | 湖北           | 恩施土家族苗族自治州   | 27,668       | 0.31                          |
| 90   | 南明区                         | 贵州           | 贵阳市                 | 27,460       | 0.31                          |
| 91   | 镇雄县                         | 云南           | 昭通市                 | 26,963       | 0.30                          |
| 92   | 富宁县                         | 云南           | 文山壮族苗族自治州     | 26,396       | 0.30                          |
| 93   | 东莞市辖区                     | 广东           | 东莞市                 | 26,241       | 0.29                          |
| 94   | 江口县                         | 贵州           | 铜仁地区               | 25,588       | 0.29                          |
| 95   | 盘县                           | 贵州           | 六盘水市               | 25,428       | 0.28                          |
| 96   | 龙胜各族自治县                 | 广西           | 桂林市                 | 24,841       | 0.28                          |
| 97   | 兴仁县                         | 贵州           | 黔西南布依族苗族自治州 | 24,130       | 0.27                          |
| 98   | 芷江侗族自治县                 | 湖南           | 怀化市                 | 23,698       | 0.26                          |
| 99   | 开远市                         | 云南           | 红河哈尼族彝族自治州   | 23,504       | 0.26                          |
| 100  | 贞丰县                         | 贵州           | 黔西南布依族苗族自治州 | 23,054       | 0.26                          |
| 101  | 平塘县                         | 贵州           | 黔南布依族苗族自治州   | 22,980       | 0.26                          |
| 102  | 镇远县                         | 贵州           | 黔东南苗族侗族自治州   | 22,883       | 0.26                          |
| 103  | 普安县                         | 贵州           | 黔西南布依族苗族自治州 | 22,683       | 0.25                          |
| 104  | 乌当区                         | 贵州           | 贵阳市                 | 22,468       | 0.25                          |
| 105  | 云岩区                         | 贵州           | 贵阳市                 | 21,685       | 0.24                          |
| 106  | 古蔺县                         | 四川           | 泸州市                 | 21,390       | 0.24                          |
| 107  | 武定县                         | 云南           | 楚雄彝族自治州         | 20,931       | 0.23                          |
| 108  | 桑植县                         | 湖南           | 张家界市               | 20,125       | 0.22                          |
| 109  | 石阡县                         | 贵州           | 铜仁地区               | 18,449       | 0.21                          |
| 110  | 开阳县                         | 贵州           | 贵阳市                 | 18,161       | 0.20                          |
| 111  | 通道侗族自治县                 | 湖南           | 怀化市                 | 17,575       | 0.20                          |
| 112  | 新晃侗族自治县                 | 湖南           | 怀化市                 | 17,084       | 0.19                          |
| 113  | 珙县                           | 四川           | 宜宾市                 | 17,042       | 0.19                          |
| 114  | 禄丰县                         | 云南           | 楚雄彝族自治州         | 15,818       | 0.18                          |
| 115  | 筠连县                         | 四川           | 宜宾市                 | 15,531       | 0.17                          |
| 116  | 瓮安县                         | 贵州           | 黔南布依族苗族自治州   | 15,177       | 0.17                          |
| 117  | 个旧市                         | 云南           | 红河哈尼族彝族自治州   | 15,021       | 0.17                          |
| 118  | 洪江市                         | 湖南           | 怀化市                 | 14,675       | 0.16                          |
| 119  | 岑巩县                         | 贵州           | 黔东南苗族侗族自治州   | 14,326       | 0.16                          |
| 120  | 河口瑶族自治县                 | 云南           | 红河哈尼族彝族自治州   | 14,324       | 0.16                          |
| 121  | 宝安区                         | 广东           | 深圳市                 | 13,644       | 0.15                          |
| 122  | 鹤城区                         | 湖南           | 怀化市                 | 13,077       | 0.15                          |
| 123  | 钟山区                         | 贵州           | 六盘水市               | 13,019       | 0.15                          |
| 124  | 禄劝彝族苗族自治县             | 云南           | 昆明市                 | 12,988       | 0.15                          |
| 125  | 西畴县                         | 云南           | 文山壮族苗族自治州     | 12,910       | 0.14                          |
| 126  | 凤冈县                         | 贵州           | 遵义市                 | 12,700       | 0.14                          |
| 127  | 修文县                         | 贵州           | 贵阳市                 | 12,268       | 0.14                          |
| 128  | 南丹县                         | 广西           | 河池市                 | 12,058       | 0.13                          |
| 129  | 弥勒县                         | 云南           | 红河哈尼族彝族自治州   | 11,996       | 0.13                          |
| 130  | 盐津县                         | 云南           | 昭通市                 | 11,852       | 0.13                          |
| 131  | 琼中黎族苗族自治县             | 海南           |                        | 11,715       | 0.13                          |
| 132  | 正安县                         | 贵州           | 遵义市                 | 11,715       | 0.13                          |
| 133  | 元阳县                         | 云南           | 红河哈尼族彝族自治州   | 11,350       | 0.13                          |
| 134  | 仁怀市                         | 贵州           | 遵义市                 | 10,838       | 0.12                          |
| 135  | 师宗县                         | 云南           | 曲靖市                 | 10,414       | 0.12                          |
| 136  | 大关县                         | 云南           | 昭通市                 | 10,212       | 0.11                          |
| 137  | 兴义市                         | 贵州           | 黔西南布依族苗族自治州 | 10,088       | 0.11                          |
| 138  | 余庆县                         | 贵州           | 遵义市                 | 9,849        | 0.11                          |
| 139  | 册亨县                         | 贵州           | 黔西南布依族苗族自治州 | 9,610        | 0.11                          |
| 140  | 永善县                         | 云南           | 昭通市                 | 9,588        | 0.11                          |
| 141  | 独山县                         | 贵州           | 黔西南布依族苗族自治州 | 9,318        | 0.10                          |
| 142  | 琼海市                         | 海南           |                        | 8,906        | 0.10                          |
|      | 其他                           |                |                        | 718,611      | 8.03                          |

### 东南亚的分布
苗族後來亦成為东南亚的世居民族。

#### 老挝的分布
在老挝，苗族和瑶族通常被合称为“老松人”或“山顶寮人”，意即住在山上的老挝人。老挝的苗族如今已达30余万人。主要聚居在豐沙里、屋多姆塞、坡里坎塞、川圹、華潘、琅勃拉邦、沙耶武里、甘蒙等省，其中以川圹省为最多。他们通常居住山脉两侧的高山地区，海拔多在1000米以上。老挝的苗族自称“蒙”。西方学者试图将他们分为三大类:“白苗”、“青苗”和“黑苗”。老挝的苗族大多属于“白苗”，自称为“蒙豆”，“青苗”人数次之，自称为“蒙刷”，“黑苗”的人数最少，只有两个村寨。有的资料认为老挝还有“红苗”。

#### 越南的分布
在越南，大部分苗族自称“蒙”Hmongb，只有一小部分自称“那苗”。 在越苗族支系很多， 大体可分为5 个主要分支:“白苗”Hmongbdleub，自称为“蒙豆”；“黑苗”，自称为“蒙那”Hmongb dlob；“红苗”，自称为“蒙西”Hmongb shib；“花苗”或“青苗”， 自称为“蒙冷”Hmongb Lab或“蒙佐”Hmongbnzhuab；“汉苗”，自称为“蒙刷”Hmongb shuab。
据越南1991年的资料，在越苗族有50余万人。他们生活居住范围较广，沿越北越南的河宣、黄连山、莱州、高平、山萝、宜安、高谅、河江、老街、清化、义静、安沛、北太、河山平诸省山区，与其他民族杂居，但不象瑶、倮倮、布依等许多民族那样，苗族明显地、成地区地集中。在共同生活的各民族中，苗族人口数所占的比例要高得多。在越苗族主要集中的地区是：同文高原、黄树腓、封土、兴湖、土庙、奠边、顺州、巡教、沙霸、木州县、北河县、沙巴、铎佐州、姆庚塞州等地区。
在越苗族通常居住在海域800—1700米的高山丛林中， 这里地势险峻，巨石嶙峋、山高涧深，道路狭窄，属于亚热带季风气候，多数地区降雨充沛，有雨季和旱季之分。
在越苗族的居住地区并不相连成为一个地带，而常被其他民族的许多居住地区分隔开，但是，各地区的人民，尤其是相毗连地区在宗教和婚姻上仍有一定的联系。

#### 泰国的分布
在泰國北部地區，亦聚居了苗族人，根據2004年的人口統計，當地苗族人口約有12萬人，是當地次於嘎良族的山區民族。他們約於18世紀至19世紀時自中國西南地區遷入泰北地區。主要分布于北部各府， 其中以难府、清迈府、清莱府和达府最多，这4个府的苗族人口占泰国苗族总人口数的75%以上，另外，苗族在碧差汶府、鼓也洛、南邦、帕府、夜丰颂、黎府、甘烹碧、那空沙汪、猜纳、素可泰、乌泰他尼等府也有分布。在泰国北部和中部地区，至少在13个府有苗族居住。如果不包括近年来逃到泰国的老挝苗族，泰国的苗族村寨约有245个。 泰国苗族是该国境内分布地域仅次于克住族的山地民族。泰国苗族同样自称“蒙”，主要有“白苗”——Hmong Njew。也有人认为，泰国苗族还有“红苗”之分。

#### 缅甸的分布
緬甸撣邦亦有世居的苗族人。主要分布在掸邦的果敢区的大水塘、 家地峁、野牛坝、八威、曼洛、八马寨、宋干、麻粟坝、蛇甸坝、嘎门、登尼、莫奈、若开邦等地，他们自称是从贵州迁入缅甸的。

### 美国的分布
美国的苗族主要為赫蒙人，来源于中国南方或者东南亚国家，主要分布于加利福尼亚州、明尼苏达州、威斯康星州和北卡罗来纳州，总数约27万，美国苗族以白苗居多，常用语言有英语、汉语、罗马拼音的赫蒙語、越南语、老撾語等。英文名称为「Hmong」，代表人物有王宝、布兰达·宋、马咪、苏妮萨·李等。在美国历史上有赫蒙族到达记录的时间是1975年12月，当时有3466个获得美国政府的假释从泰国难民营来美国。从1975年到80年代早期，已有5,204名赫蒙族在美国安家落户。根据美国2010年人口普查，美国的赫蒙族人口近三十万人。

## 支系
在历史上，苗族曾有过多种分类方法。

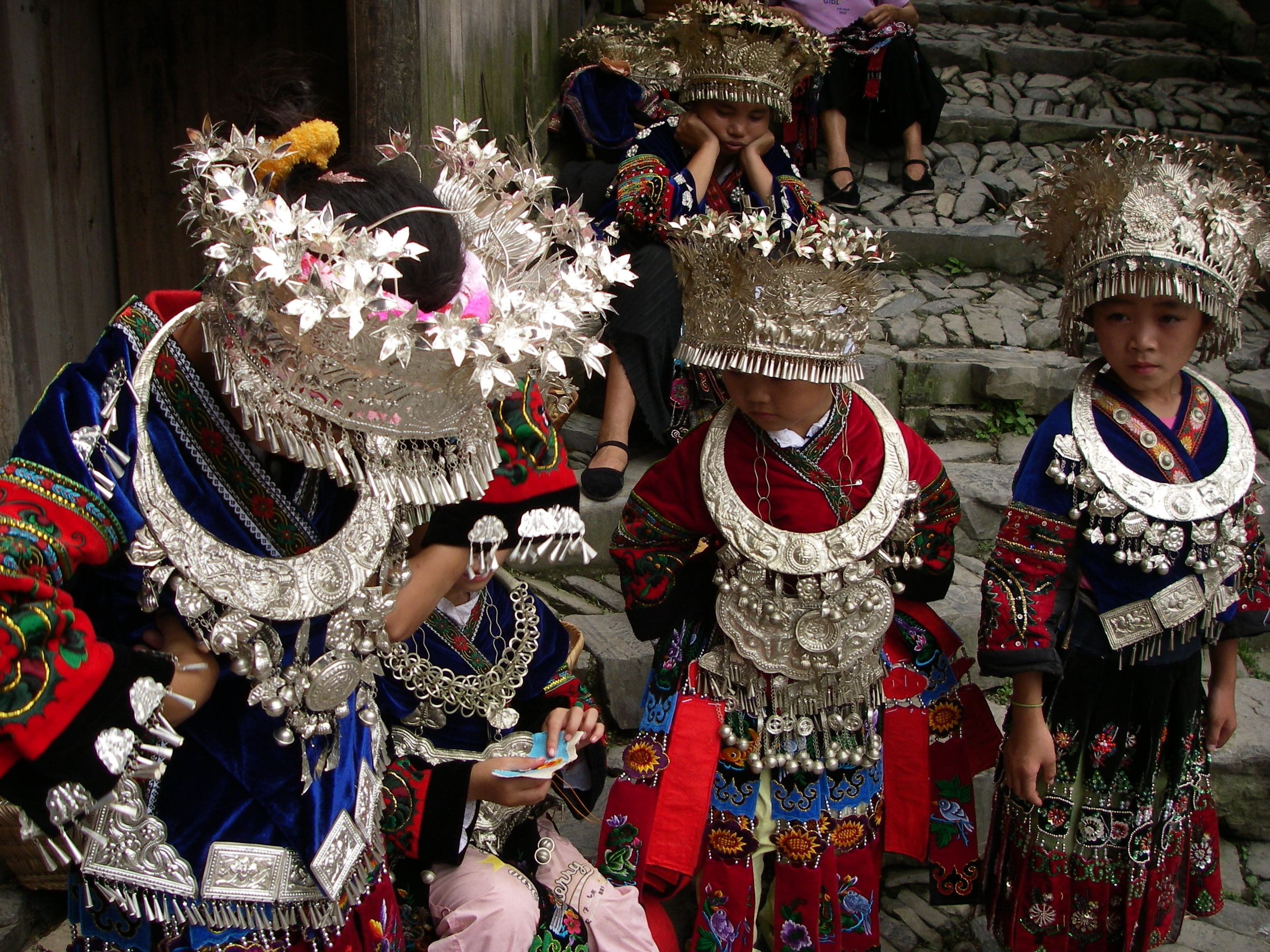
贵州省郎德苗寨的苗族少女

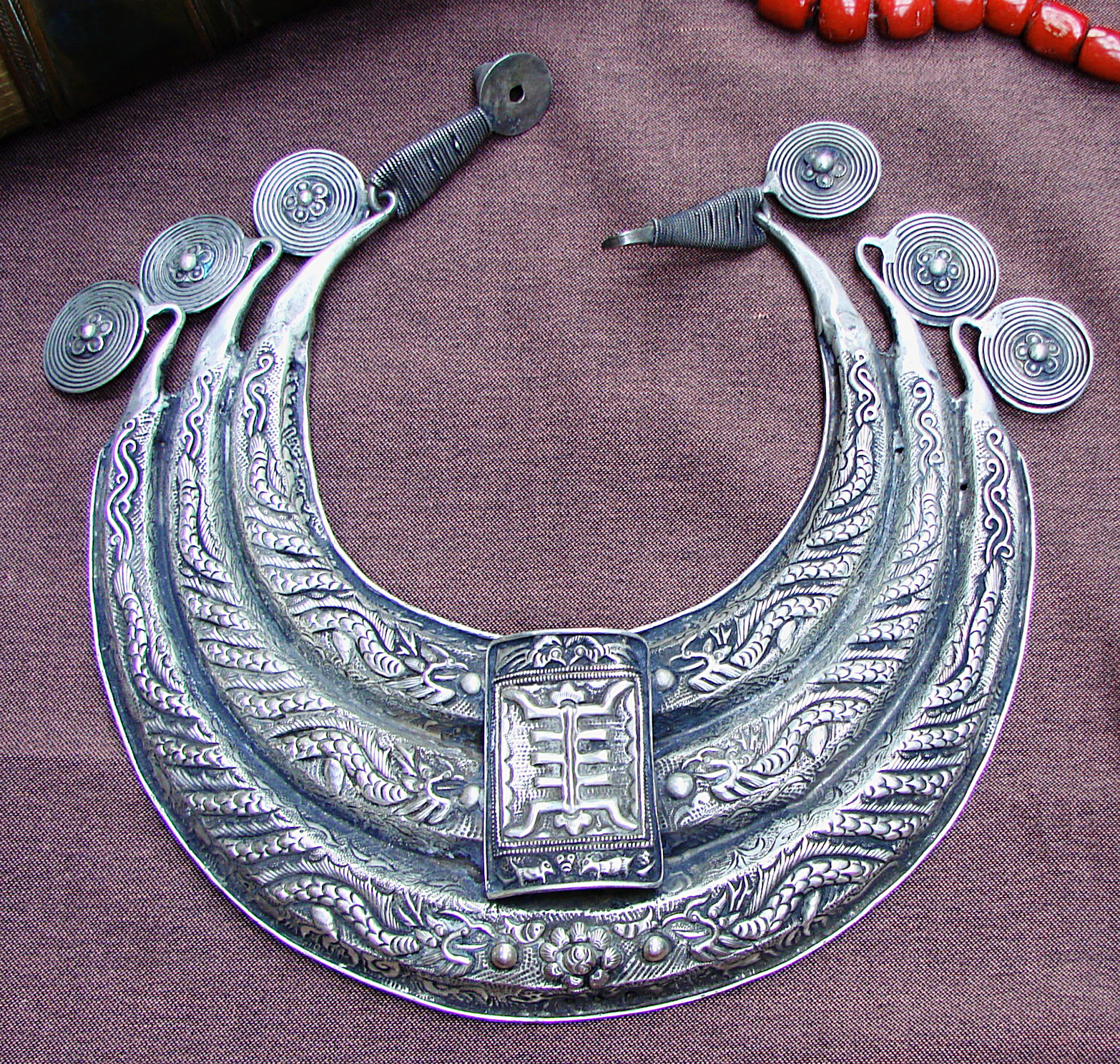
苗族的银饰

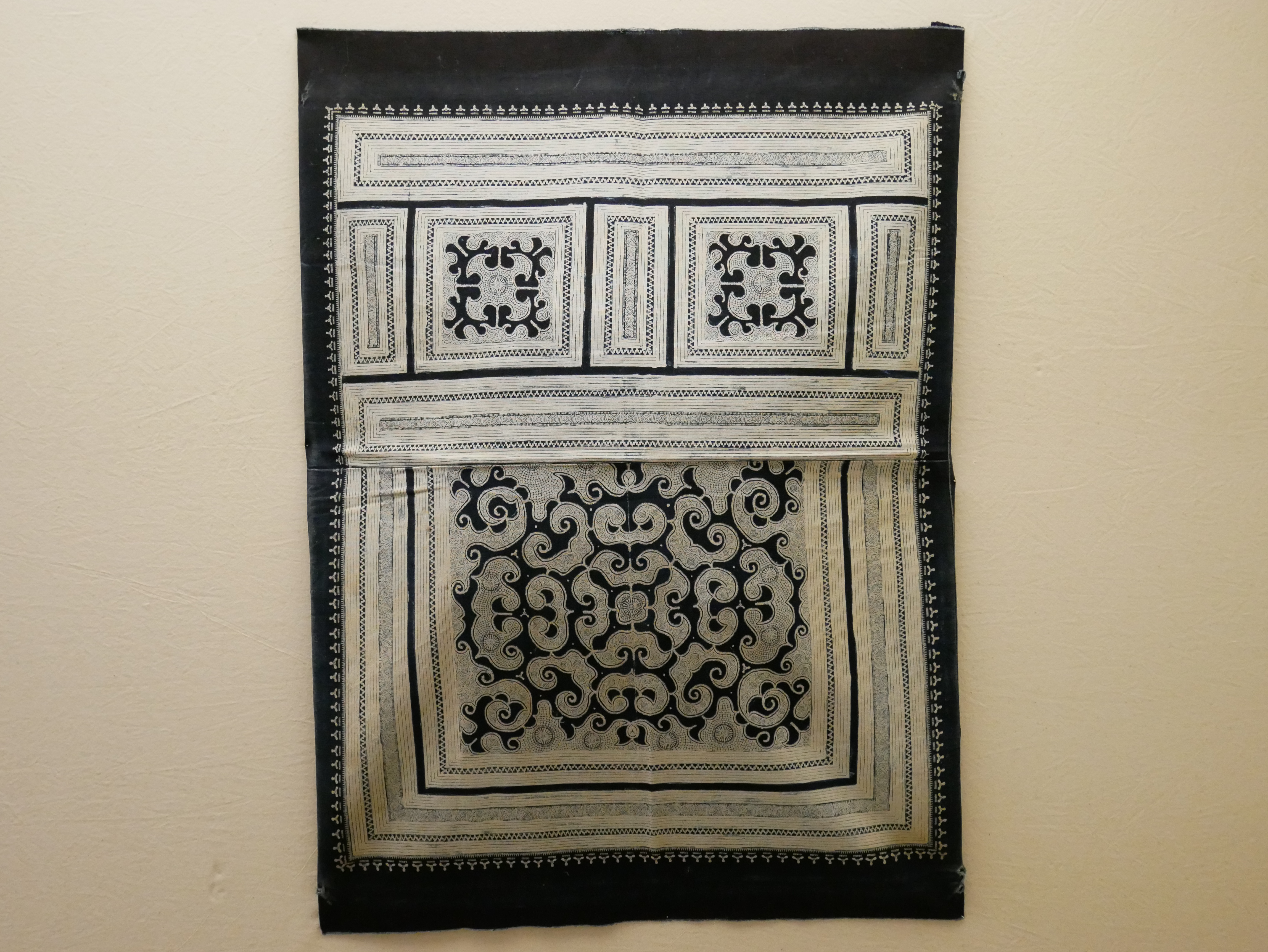
傳統蠟染童帽（北投文物館展示）

按服饰颜色划分，有黑苗、白苗、青苗、红苗、花苗等；按服饰种类划分，有长角苗、歪梳苗、黑蹄苗、长裙苗、短裙苗等；按苗族不同的自称划分，则有“牡（/m̥ʰu˧/）”、“蒙（/m̥oŋ˦˧/）”、“阿卯（/ɑ˥ m̥ɑw˥˦/）”、“仡雄（/qɔ˧˥ ɕoŋ˧˥/）”、“带叟”等，据研究，这些自称（前缀除外）都是同源的。
如今比较系统和科学的划分方法是按照方言划分。（苗语方言族群的分布和下文苗语方言的分布不能对等，因为有些地区的苗语已经消失）
- 苗语湘西方言（湘西方言）族群
  - 西部次方言族群（英语：Qo Xiong people），自称“仡雄（ghob Xongb）”，但通常谦称为“代雄（deb Xongb，deb在苗语湘西方言中有“字辈”的含义）”。主要分布于中国湖南省湘西土家族苗族自治西部、怀化市部分地区，贵州省铜仁市部分地区，重庆市东南部地区，零散地分布于湖北省恩施土家族苗族自治州，在贵州南部、广西北部的部分县市也有零星分布。
  - 东部次方言族群，自称“阿宋(ab Songb)”，谦称“代宋（deb Songb）”。主要分布于湘西土家族苗族自治州东部，怀化市部分地区。
- 苗语黔东方言（中部方言）族群，自称“木（Hmub）”或“嘎闹（ghad nes）”。主要分布于中国贵州省黔东南苗族侗族自治州、黔南布依族苗族自治州、黔西南布依族苗族自治州，广西壮族自治区融水苗族自治县，湖南省怀化市部分地区、邵阳市城步苗族自治县、绥宁县，在越南也有少量分布。
- 苗语川黔滇方言（西部方言）族群
  - 除滇东北次方言族群和重安江次方言族群以外，都自称“蒙（Hmongb）”。广泛分布于中国贵州省西部、云南省全境、四川省南部、广西壮族自治区西北部，小规模分布于中国重庆市西部，在中南半岛各国以及欧美地区也有大规模分布。
    - 小花苗（英语：Gha-Mu people）

  - 滇东北次方言族群（英语：A-Hmao people），自称“阿卯（ad Hmaob）”。分布于中国云南省、贵州省西部。
  - 重安江次方言族群，自称“哥摩”，他称“革家人”。分布于中国贵州省黔东南苗族侗族自治州黄平县一带，由于历史上与当地的黔东方言族群关系紧张，因此对自己的民族成分提出异议，目前为中国未识别人群。
- 勉语金门方言族群，自称“金门”。仅分布中国海南省。其使用的語言屬於瑤語支而非苗語支，但該族群被政府識別為苗族而非瑤族。

## 姓氏
苗族有两种姓氏，一种是苗姓，一种是汉姓。
苗姓是苗族原本固有的，是用于区分各宗族的标志，主要在苗族群体内部之间使用。由于苗族的古文字已失传，在入户籍时，汉字无法表达苗姓，于是苗族又使用了汉姓，便于对外使用。

### 苗姓
- 湘西方言地区苗族的六大苗姓为仡肖（ghob xot）、仡芈（ghob miel）、仡瓜（ghob ghueas）、仡佧（ghob khad）、仡莱（ghob lel）、仡刊（ghob kheat）[註 4]，而六大宗族姓氏下又各有许多分支姓氏。
- 黔东方言地区苗族只有一部分拥有苗姓，而另一部分苗族实行子父连名制。
- 川黔滇方言地区，次方言和不同土语特别多，所以苗姓比较复杂。
  - 白苗支系内部有28姓。即“夸叶”、“夸卯”、“夸洛”、“夸让”、“夸挡”、“夸虑”、“夸皆”、“夸杠”、“夸众”、“夸乃”、“夸两”、“夸这”、“夸路”、“夸抓”、“夸告”、“夸巴”、“夸暂”、“夸合”、“夸查”、“夸那”、“夸插”、“夸故”、“夸勒”、“夸耸”、“夸干”、“夸拿”、“夸捏”、“夸策”。
  - 大花苗支系内部则有“卯简”、“卯档”、“卯漏”、“卯蚩”、“卯远”、“卯懒”、“卯鲁”、“卯让”等苗姓。

每一种苗姓都大致有一种汉姓可以相对应，但这种关系并不绝对，两者之间不能对等，所以苗姓一旦失传，是无法根据汉姓来追回的。

### 汉姓
- 湘西和松桃苗族的七大汉姓为吴、龙、麻、石、廖、田、杨，此外还有符、滕、陈、尹等不少杂姓。
- 黔东南苗族汉姓主要有：吴、罗、李、杨、潘、王、雷；
- 广西融水苗族汉姓贾、韦、梁；
- 滇东北和川南苗族汉姓熊、陶、王、马、古；
- 滇东南和滇南苗族汉姓张、吴、李等均为大姓。

这些汉姓，都是随着与汉文化联系的加强，特别是通过清代改土归流，苗民“编户”、“入籍”，才改用和移植汉姓。

## 語言

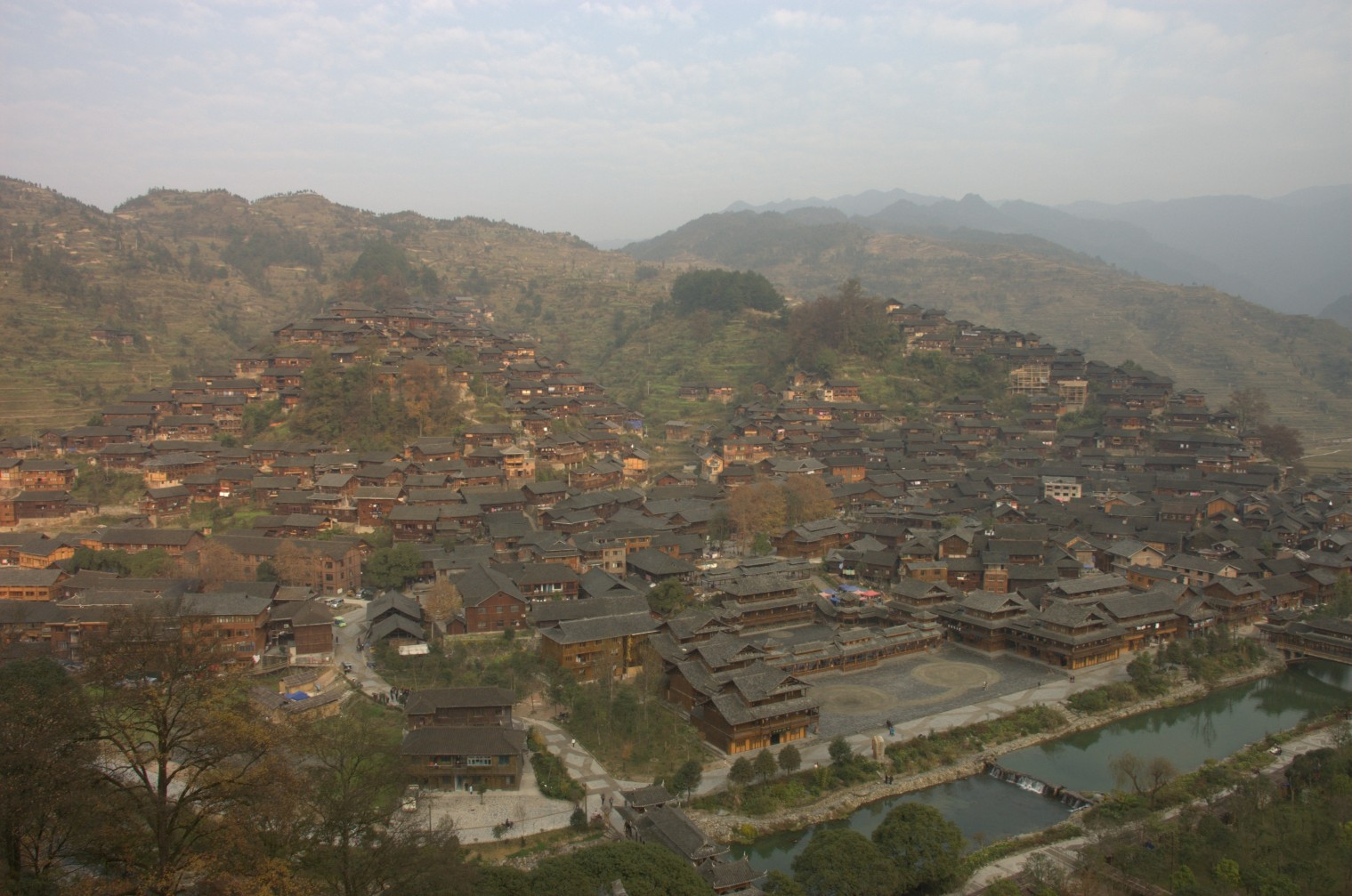
西江千户苗寨

苗族人語言的統稱為苗語，屬於苗瑤語族的苗語支。苗語曾有文字，但已經失傳。現時在中國的苗族採用的文字是中國語言單位在1956年10月為中國的三大苗語方言發明的拼音文字，採用了26個基本的拉丁字母作為聲母、韻母及聲調的標示。各地的苗語有不同的複雜程度，但簡單來說，受漢文化影響愈大的地區，其語言的簡化程度及漢字詞使用的程度也愈高。
根據中國語言學家的觀點，苗語可以分為以下三個分支：
- 湘西方言，100万人
- 黔东方言，200万人
- 川黔滇方言，300多万人

當中以川黔滇方言最為複雜，又分为川黔滇、滇东北等多种次方言。中國以外的苗族的语言基本都属于苗语川黔滇次方言（又稱苗族蒙語、赫蒙語）。苗語的三個分支和瑤族的布努语等语言同属苗語支，而苗語支與瑤語支共同組成苗瑤語系。

## 歷史
根據各地所流傳有關苗族歷史的傳說，他們的起源都可以上溯至炎黃時代。一般認為九黎民族的先祖蚩尤也是神農的後裔。苗族原居於中國中部，經過數次向南方、西方的大遷徙，20世紀最遠抵達法國、美國。
有學者指出“蚩尤是苗族祖先”的说法起源自清末的法国汉学家拉克伯里，他提出“华夏起源于巴比伦，后迁入中国，击败当地土著首领蚩尤，蚩尤属下余众或沦为奴隶，或逃到南方成为后来的苗族”，他的学说被诸多日本学者吸纳，接着又影响了当时留日的中国学者（如梁启超、章太炎等）。“蚩尤是苗族祖先”的观点收入中国官方组织编写的《苗族简史》。
美国学者马克·普法伊费尔研究指出苗族为约在公元前3000年到2500年从西伯利亚迁徙到中国的高加索人。但中国学者普遍不采信此说，认为缺乏确凿证据证明此一说法。
清朝期间，苗族曾多次爆发反对清朝统治的起义，如苗民起义 (1795–1806年)等，19世纪60、70年代，苗民曾在中国湖南等地发起反清叛乱，后为湖南巡抚王文韶平定。
美国在越南战争时期，也同时在老挝发动了一场鲜为人知的秘密战争，苗族人当时是为美国作战的。战争结束后，大量苗族遭到屠杀，1975年，约10多万苗族人饱受战争之苦，沦为难民而流入泰国。而后，在泰国政府以及有关国际救援组织的帮助下，有6万苗族难民移居美国。

## 宗教和文化
苗族人多信仰万物有灵的原始宗教，其信仰系统极为复杂，每族不同。苗族的宗教一个特点是具有大量繁杂的宗教仪式、神秘主义、密仪、密轨、传说、太阳历法、咒语、草药，可以说人类早期曾经有过的各种神秘宗教仪式，在苗族的传统风俗里基本占全了。而在苗族自身的文化里，这些宗教仪轨只是为敬祖、驱鬼、拜天、婚嫁等淳朴的生活目的服务。
苗族风俗不仅繁复，并且可以在艰难生存条件下自成体系，维护族内生活秩序的习惯法非常完备，各种生活矛盾的解决方案都可以在苗族习惯法里找到，并在没有文字的情况下可以口舌相传，长期维持一个小规模族群的稳定，这也是他们长期隐居山林而能保持风俗的原因。
同时为了维护这些风俗并做到世代传承，是需要花费大量的金钱和时间的，譬如一身苗族姑娘的服饰费用就相当昂贵，更不用说那些耗费的宗教仪式了，它们对苗族这样以原始农业生产为主要生存手段的部族帮助并不多。这些特点，也使得苗族至今成为最贫穷的几个少数民族之一，但是它居然能存在下来而不解体，且人口数量还是不少，类似的瑶族和畲族的情况就远不如苗族。如果不是得到持续的外部经济支持，那苗族的风俗系统则是非常完美的，这也很难解释它们是自然形成的。
19世纪无数欧洲人进入苗疆，对苗族的风俗发生了极大兴趣，进行大力研究。
苗族的信仰里除了有善神，也有很多恶灵的存在，很多传说中都包括世仇与委屈的情节，将恐惧与仇恨的力量潜在地埋在心底。尽管是以美好的传说故事形式，但它一旦有触发点就会起作用。同时，苗族宗教密仪的精神控制力量也都被完好地保存下来，还包括大量草药学。所以保护苗族的传统风俗的意义非常之大，对揭示早期宗教的作用就是一个博物馆。
滇东北次方言区和海外的苗族有一部分信仰基督教。

## 知名人物
- 东丹甘：苗族芦笙演奏家，作曲家
- 宋祖英（1966年8月13日－）：苗族，当代著名歌唱家
- 宋布蘭（布兰达宋，Brenda Song,1988年－）：美國著名演員
- 王宝（Vang Pao，1931年－2011年1月6日）：著名老挝苗族将军
- 王志明（1907年－1973年12月29日）：中国大陸基督教牧师
- 雷阿幼朵（1980年4月29日 —）：当代歌唱家，中国大陸国家一级演员
- 王朝文：貴州省省長、省人大常委會主任、全國人大民族委員會主任委員
- 熊朝忠：中國大陸拳擊運動員
- 陈求发：辽宁省委书记
- 马咪：美国前明尼蘇達州州参议员。
- 石之瑜：臺灣大學政治系教授，知名政治批判學者
- 畢贛：中國大陸新生代導演
- 曹璐（1987年8月30日）：苗族人，韓國女子團體FIESTAR的中國籍藝人
- 姚慧（1996年2月19日）：中国大陸女歌手，创造营2020参赛选手
- 余宇涵（2006年11月24日）：中國大陸男偶像，時代峰峻旗下藝人，TF家族三代其中一員

## 建筑
苗族人的传统建筑为干栏式，多用杉松木建造，屋顶用杉树皮或瓦片覆盖，分上下三层，楼下圈养牲畜，二楼住人，三樓儲糧。

## 节庆
- 招龙节
- 姐妹节(贵州黔南布依族苗族自治州都匀市基场水族乡每年一次)
- 新米节
- 亞努節
- 龍舟節（貴州）
- 苗年节（贵州黔东南苗族侗族自治州凯里市，雷山县巴啦河流域一带，农历十月份）
- 鼓藏节（隆重，贵州黔东南苗族侗族自治州雷山县每十三年一次）
- 赶秋节（湘西方言苗族地区，每年立秋）
- 踩山节（又称花山会，花杆会，流行于川南地区，时间一般是每年正月初一到十五）

## 婚俗
苗族婚姻遵守同宗不娶，婚俗很传统，即使是自由恋爱也要明媒正娶，否则不合礼俗，要受歧视。婚礼中新郎家的亲人在新娘进门要回避，新婚之夜，新娘不与新郎同宿，第二天新娘要回娘家住。婚期之后，新郎再去请新娘回来，开始夫妻生活。有些新娘第一次回门会长达一两个月，谓之“坐家”，这就是“不落夫家”婚俗。新娘出嫁的路上，最忌讳打雷变天，所以婚期多在秋冬举行。